# Faustus von Riez

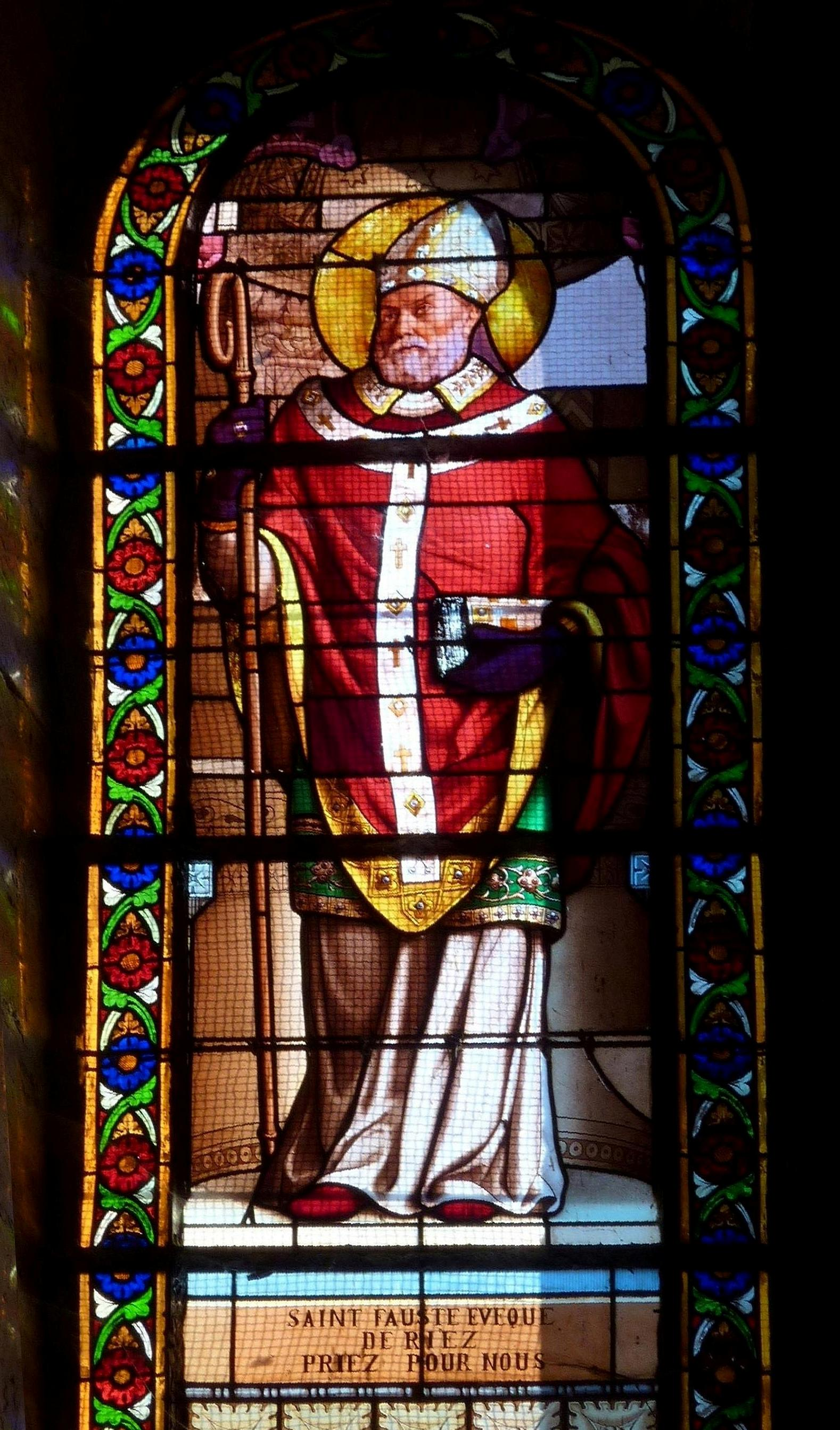
Faustus von Riez, Bildfenster aus dem 19. Jahrhundert in der Kathedrale von Riez

Faustus von Riez, lat. Faustus Reiensis, Faustus de Rhegio (* Anfang des 5. Jahrhunderts in Britannien; † um 495) war ein gallorömischer Abt und Bischof und ein bedeutender Theologe des 5. Jahrhunderts. Er ist ein Heiliger der katholischen Kirche; sein Gedenktag ist der 28. September.

## Leben
Faustus war ein Mönch der damals blühenden provenzalischen Insel-Abtei Lerinum. Im Jahr 433, kaum 25 Jahre alt, wurde er als Nachfolger des heiligen Maximus zum Abt gewählt. Seine Disziplin und seine Predigtgabe werden gerühmt. Um 460 wurde er, wieder als Nachfolger Maximus’, Bischof von Riez.
Faustus verfasste bedeutende theologische Schriften. Seine Position in der Gnadenlehre wird dem Semipelagianismus zugerechnet, da er, gegen eine aus Sätzen Augustins abgeleitete verabsolutierte Prädestinationslehre, die menschliche Willensfreiheit in Bezug auf das Heil auch nach dem Sündenfall vertrat. Einige Aussagen seiner Schrift De gratia Dei wurden von der Synode von Orange 529 verurteilt.
Der arianische Westgotenkönig Eurich vertrieb Faustus 477 von seinem Bischofssitz. 485, nach Eurichs Tod, kehrte Faustus aus der Verbannung zurück. Bald nach seinem Tod verehrte das Volk ihn als Heiligen. Über seinem Grab in Riez wurde eine Kirche gebaut. Er war mit Ruricius von Limoges befreundet.

## Schriften
- De Spiritu Sancto, zwei Bücher (gegen die Pneumatomachen)
- De gratia Dei et humanae mentis libero arbitrio, zwei Bücher (gegen den prädestinatianischen Presbyter Lucidus)
- Briefe und Predigten (nur redigiert erhalten)